# Анкарана
Анкарана (Ankarana) је национални парк на крајњем северу Мадагаскара. Позната је по светом језеру Цинги, кањонима реке Андохаламбо, пећинама, слепим мишевима и крокодилима. Ту живи 11 врста лемура, а црна сифака је последњи пут виђена 1996. године, баш на овој локацији. Међу 14 врста слепих мишева који живе овде, ту најмања и највећа врста на свету. Половина мадагаскарских слепих мишева, живи баш у пећини Анкаране. Око језера Цинги расте мадагаскарски баобаб.

## Извор
- https://web.archive.org/web/20120612164717/http://www.parcs-madagascar.com/madagascar-national-parks_en.php?Navigation=25